# Mads Brügger

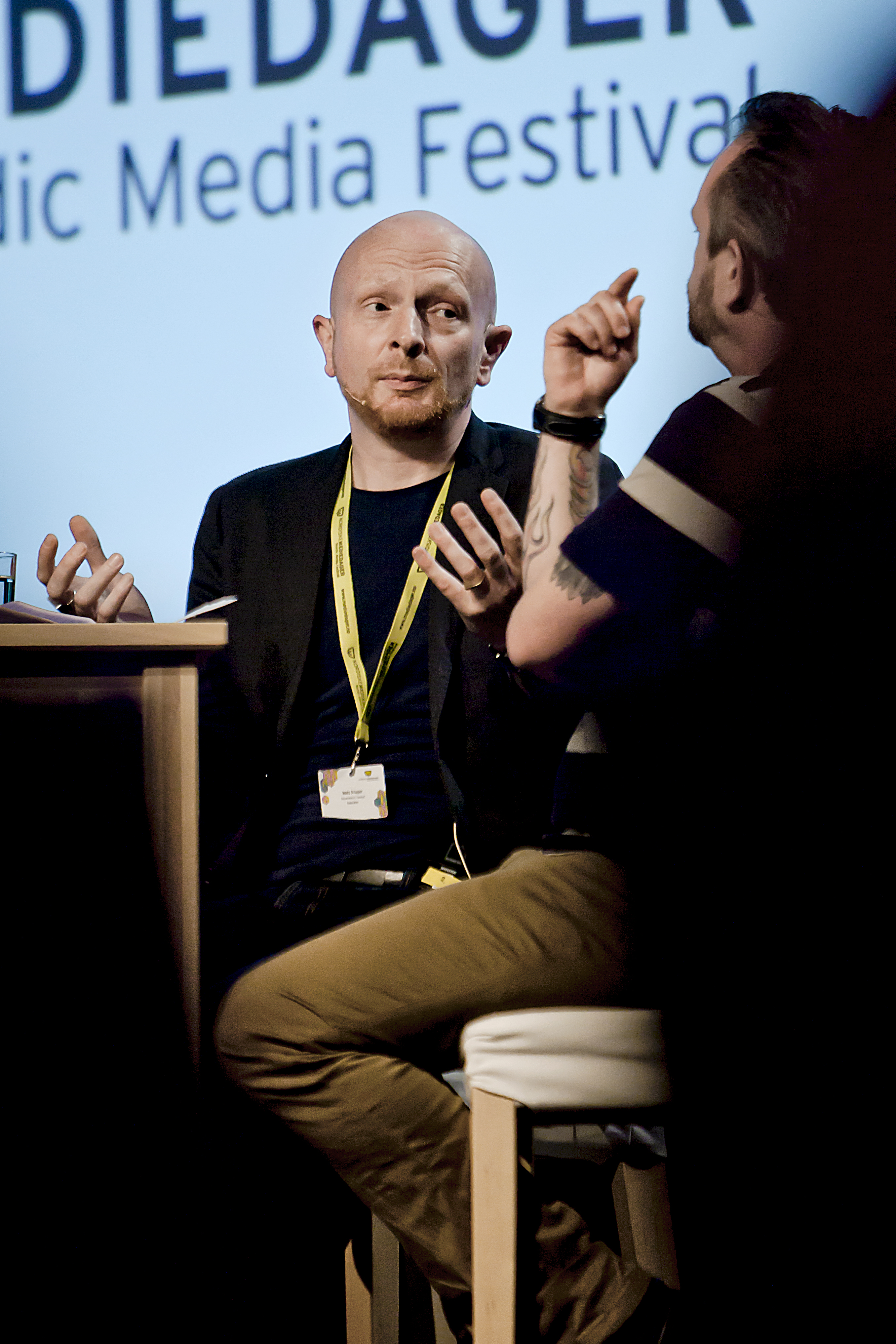
Mads Brügger, 2012

Mads Brügger (24 juni 1972) is een Deense onderzoeksjournalist, filmmaker en televisiepersoonlijkheid.
Hij heeft een aantal documentaires geproduceerd waarin hij een eigenzinnige aanpak laat zien om zijn punt te maken. Zijn manier van verslaglegging behoort tot de gonzostijl, waarbij de journalist zelf een rol speelt in het verhaal.

## Filmografie
- Danes for Bush (2004) over twee Denen die naar de Verenigde Staten reizen om mensen te overtuigen om op George W. Bush te stemmen.
- The Red Chapel (2009) gaat over een toneelgroep, bestaand uit geadopteerde Koreanen, die in Noord-Korea optreden.
- Ambassadøren (2011) gaat over smokkelaars die gebruik maken van diplomatieke onschendbaarheid die ze tegen betaling in Liberia hebben gekregen.
- The John Dalli Mystery (2017) over de vraag of de afgezette eurocommissaris John Dalli nu wel of niet slachtoffer was van een complot.
- Cold Case Hammarskjöld (2019) over de dood van secretaris-generaal van de VN Dag Hammarskjöld.
- The Mole – Undercover in North Korea (2020) fabriceert Noord-Korea wapens en drugs?